# Vriesea carinata
Vriesea carinata är en gräsväxtart som beskrevs av Heinrich Wawra. Vriesea carinata ingår i släktet Vriesea och familjen Bromeliaceae. Inga underarter finns listade i Catalogue of Life.

## Bildgalleri

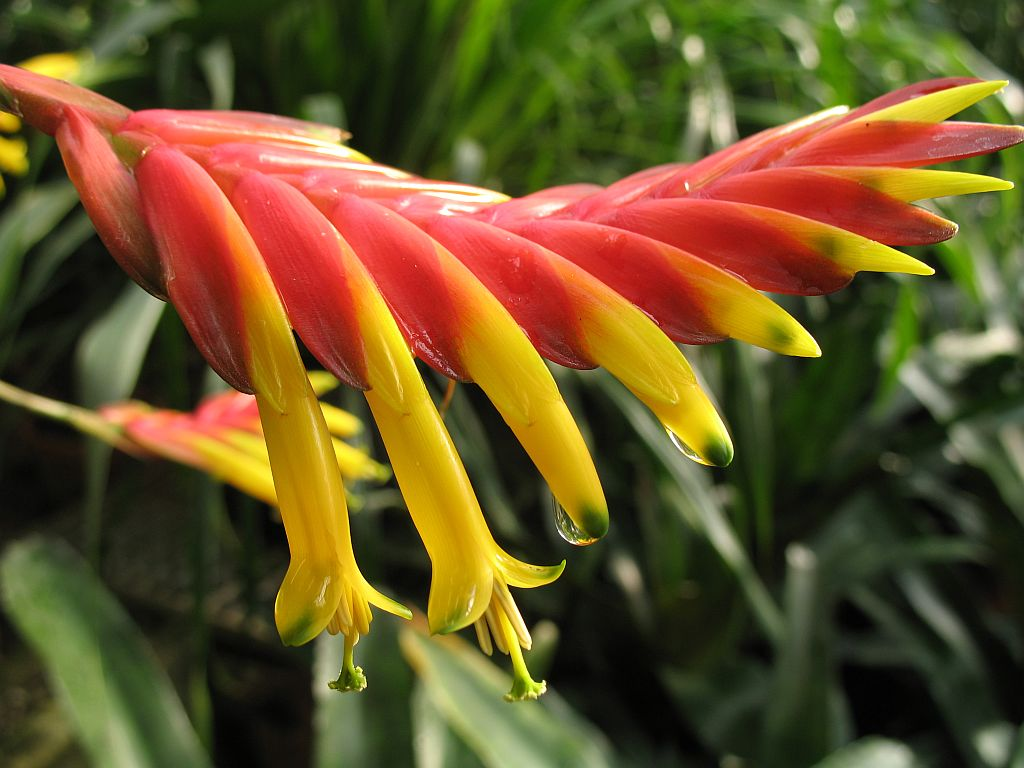
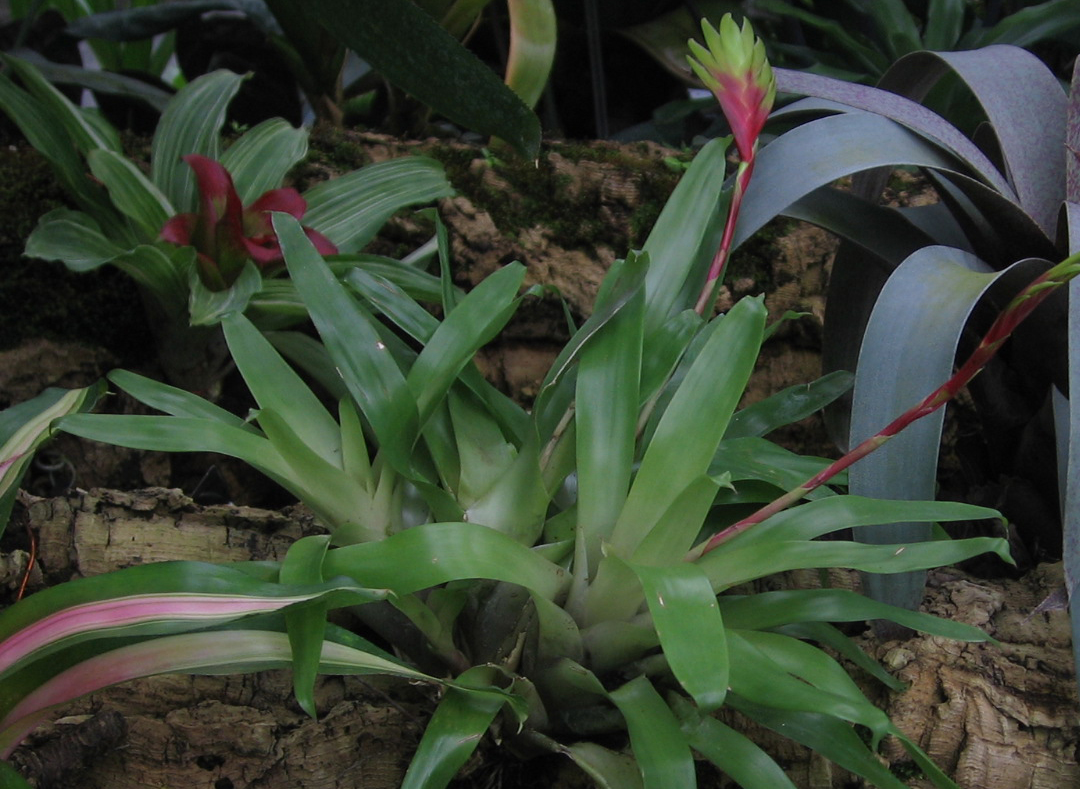
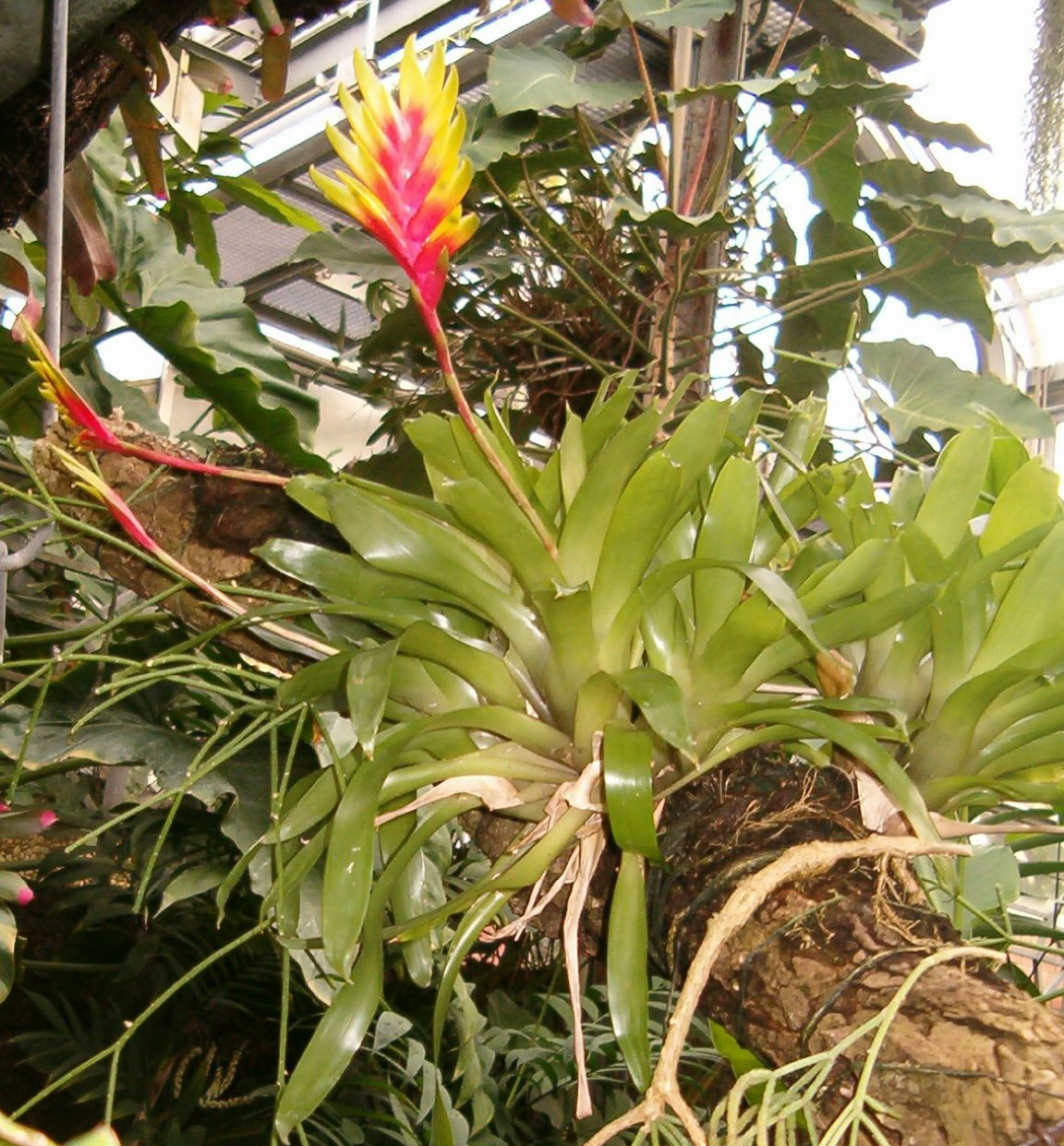
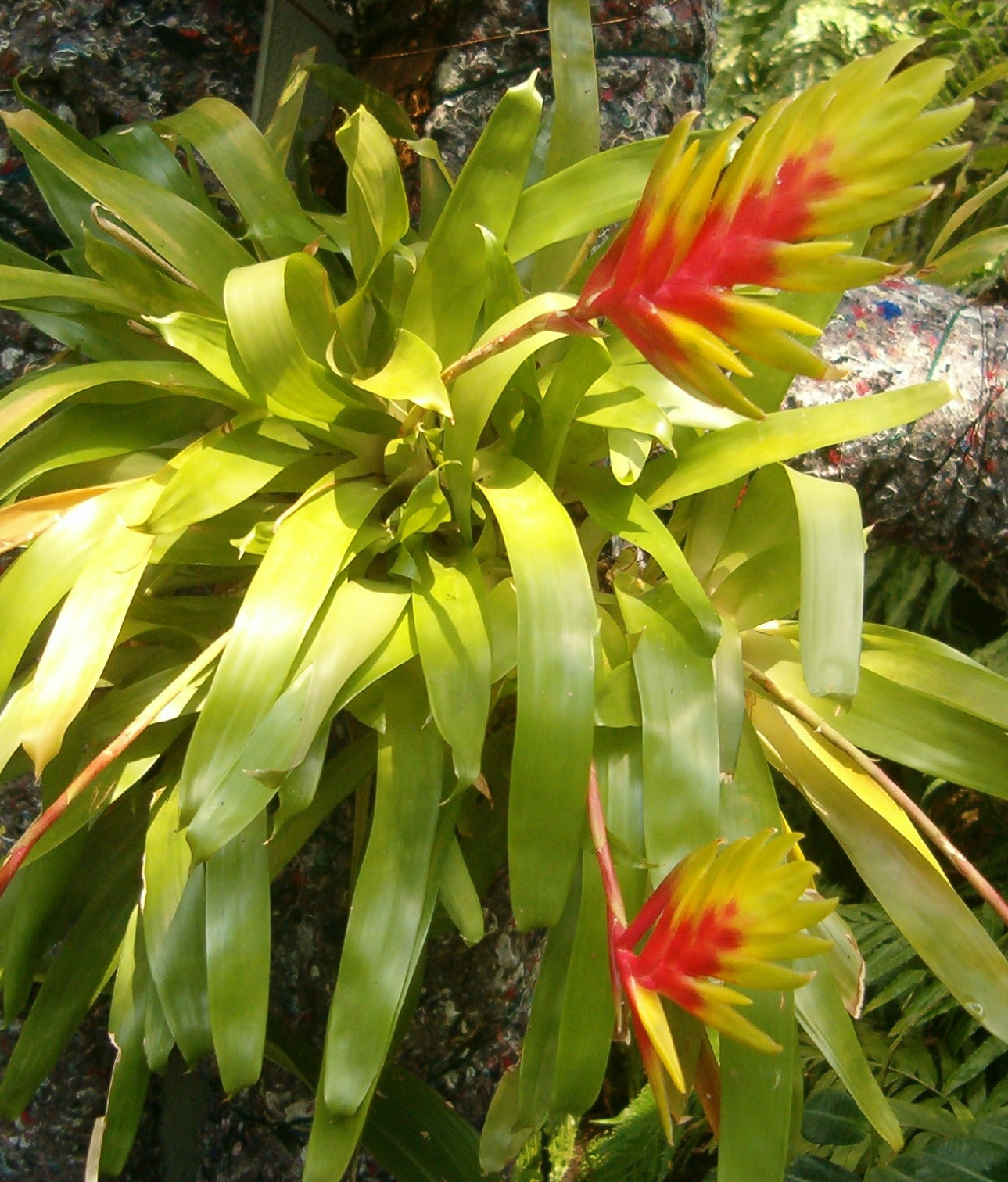